# Опан (община)
Община Опан се намира в Южна България и е една от съставните общини на Област Стара Загора.

## География

### Географско положение, граници, големина
Общината се намира в южната част на Област Стара Загора. С площта си от 257,476 km2 е 10-а, предпоследна по големина сред 11-те общини на областта, което съставлява 4,99% от територията на областта. Границите ѝ са следните:
- на северозапад и север – община Стара Загора;
- на североизток – община Раднево;
- на изток – община Гълъбово;
- на югоизток – община Симеоновград, област Хасково;
- на югозапад – община Димитровград, област Хасково.

### Природни ресурси

#### Релеф
Релефът на общината е хълмист, като територията ѝ изцяло попада в пределите на Горнотракийската низина. Максималната ѝ височина от 192,5 m се намира в крайната ѝ югоизточна част, на около 3 km южно от село Васил Левски, а минималната от 109 m н.в. – южно от село Бял извор, на границата с община Димитровград, в коритото на Голяма река.

#### Води
В крайния югозападен югъл на общината, на протежение от около 2 km преминава част от средното течение на Голяма река (ляв приток на Марица). Останалите части на общината се отводняват от горните течения на малки леви на Марица и малки десни притоци на река Сазлийка (ляв приток на Марица) – реките: Еледжик, Мусачка река и др.

## Население

### Раждаемост, смъртност и естествен прираст
Раждаемост, смъртност и естествен прираст през годините, според данни на НСИ:
|      | Численост на живородените | Численост на починалите | Естествен прираст | Коефициент на раждаемост (в ‰) | Коефициент на смъртност (в ‰) | Коефициент на естествен прираст (в ‰) |
| 2008 | 16                        | 107                     | -91               | 4.4                            | 29.7                          | -25.2                                 |
| 2009 | 17                        | 125                     | -108              | 4.8                            | 35.5                          | -30.7                                 |
| 2010 | 20                        | 103                     | -83               | 5.7                            | 29.4                          | -23.7                                 |
| 2011 | 15                        | 114                     | -99               | 5.1                            | 38.9                          | -33.8                                 |
| 2012 | 25                        | 113                     | -88               | 8.8                            | 39.8                          | -31.0                                 |
| 2013 | 20                        | 113                     | -93               |                                |                               |                                       |
| 2014 | 11                        | 88                      | -77               |                                |                               |                                       |
| 2015 | 20                        | 103                     | -83               |                                |                               |                                       |
| 2016 | 12                        | 99                      | -87               |                                |                               |                                       |

### Етнически състав (2011)
Численост и дял на етническите групи според преброяването на населението през 2011 г.:
|                     | Численост | Дял (в %) |
| Общо                | 2950      | 100,00    |
| Българи             | 2443      | 82,81     |
| Турци               | 7         | 0,24      |
| Цигани              | 72        | 2,44      |
| Други               | –         | -         |
| Не се самоопределят | 5         | 0,17      |
| Неотговорили        | 423       | 14,37     |

### Движение на населението (1934 – 2021)
| Община Опан                                   | Община Опан | Община Опан | Община Опан | Община Опан | Община Опан | Община Опан | Община Опан | Община Опан | Община Опан | Община Опан | Община Опан |
| --------------------------------------------- | ----------- | ----------- | ----------- | ----------- | ----------- | ----------- | ----------- | ----------- | ----------- | ----------- | ----------- |
| Година                                        | 1934        | 1946        | 1956        | 1965        | 1975        | 1985        | 1992        | 2001        | 2011        | 2021        |             |
| Население                                     | 12870       | 13785       | 13059       | 10069       | 7092        | 5754        | 4859        | 4142        | 2950        | 2418        |             |
| Източници: Национален Статистически Институт, |             |             |             |             |             |             |             |             |             |             |             |

### Населени места
Общината има 13 населени места с общо население от 2418 жители към 7 септември 2021 г.
| Населено място | Население (2021 г.) | Площ на землището km2 | Забележка (старо име)                     | Населено място | Население (2021 г.) | Площ на землището km2 | Забележка (старо име)           |
| -------------- | ------------------- | --------------------- | ----------------------------------------- | -------------- | ------------------- | --------------------- | ------------------------------- |
| Бащино         | 34                  | 14,880                | Баба махле                                | Опан           | 278                 | 29,812                |                                 |
| Бял извор      | 256                 | 16,988                | Ак бунар                                  | Пъстрен        | 183                 | 23,644                | Аладжалии                       |
| Бяло поле      | 261                 | 37,892                | Кючуклери, Климентиново                   | Средец         | 276                 | 20,467                | Сюлмешлии                       |
| Васил Левски   | 144                 | 26,312                | Аладаалии, Левски                         | Столетово      | 60                  | 9,869                 | Шеремет                         |
| Венец          | 98                  | 13,458                | Гаджалово                                 | Тракия         | 273                 | 17,319                | Узун Хасан                      |
| Княжевско      | 126                 | 15,496                | Пишмана, Разкаяни, Царица Йоана, Разкаяне | Ястребово      | 375                 | 19,592                | Шахпазлии                       |
| Кравино        | 54                  | 11,747                | Инекчии, Енекчиево                        | ОБЩО           | 2418                | 257,476               | няма населени места без землища |

## Административно-териториални промени
- Указ № 650/обн. 15.12.1891 г. – преименува с. Кючуклери на с. Климентиново;
- Указ № 36/обн. 08.02.1906 г. – преименува с. Шеремет (Шеримет, Шермет) на с. Столетово;
- Указ № 462/обн. 21.12.1906 г. – преименува с. Баба махле на с. Бащино;

– преименува с. Ак бунар на с. Бял извор;
– преименува с. Гаджалово на с. Венец;
– преименува с. Инекчии (Енекчиево) на с. Кравино;
– преименува с. Аладаалии на с. Левски;
– преименува с. Аладжалии на с. Пъстрен;
– преименува с. Пишмана на с. Разкаяни;
– преименува с. Сюлмешлии на с. Средец;
– преименува с. Узун Хасан на с. Тракия;
– преименува с. Шахпазлии на с. Ястребово;
- МЗ № 2820/обн. 14.08.1934 г. – преименува с. Разкаяни на с. Царица Йоана;
- МЗ № 2604/обн. 25.05.1947 г. – преименува с. Царица Йоана на с. Разкаяне;
- Указ № 165/обн. 05.04.1950 г. – преименува с. Левски на с. Васил Левски;
- Указ № 236/обн. 28.05.1950 г. – преименува с. Климентиново на с. Бяло поле;
- Указ № 409/обн. 27.03.1981 г. – преименува с. Разкаяне на с. Княжевско.

## Транспорт
През общината преминават частично 3 пътя от Републиканската пътна мрежа на България с обща дължина 48,6 km:
- участък от 19,4 km от Републикански път I-5 (от km 246 до km 265,4);
- началният участък от 24,3 km от Републикански път III-503 (от km 0 до km 24,3);
- началният участък от 4,9 km от Републикански път III-5031 (от km 0 до km 4,9).

## Топографска карта
- Лист от карта K-35-64. Мащаб: 1 : 100 000.